# Furuichi Kōi

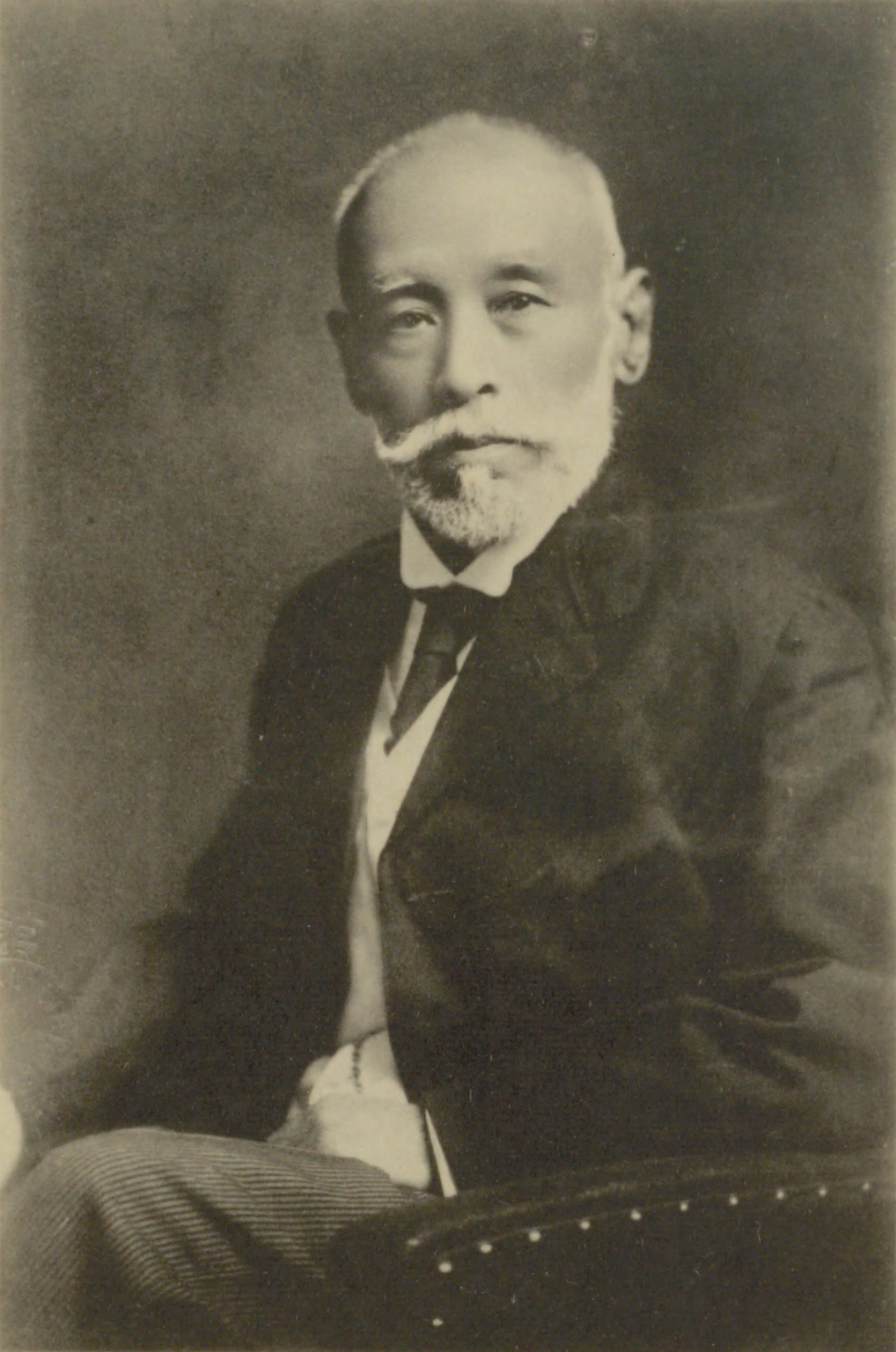
Furuichi Kōi

Furuichi Kōi (japanische 古市 公威, auch Furuichi Kimitake gelesen; * 4. September 1854 in Edo, Provinz Musashi; † 28. Januar 1934) war ein Naturwissenschaftler, Ingenieur, Hochschullehrer und Regierungsbeamter im Kaiserreich Japan. Er war an Bau- und Reparaturarbeiten an Brücken, Häfen, Eisenbahnstrecken und anderen Bauwerken im ganzen Kaiserreich beteiligt und zugleich maßgeblich für die Modernisierung und Verwaltung des Bauwesens verantwortlich. 1919 wurde er als Baron (Danshaku) in den Erbadel (Kazoku) erhoben.

## Leben
Furuichi Kōi war ein Sohn von Takashi Furuichi, einem Samurai aus dem Himeji-Clan, und absolvierte Studien an der Kaiseijo-Schule sowie der Süd-Hochschule Daigaku Nankô, beides Vorgängerinnen der Universität Tokio. Mit einem Stipendium des Bildungsministeriums wurde er 1875 als erster Student zu einem Studium ins Ausland nach Frankreich entsandt und absolvierte daraufhin ein Studium im Fach Bauingenieurwesen an der École centrale des arts et manufactures sowie 1879 an der Universität von Paris. Nach seiner Rückkehr wurde er 1880 Mitarbeiter im Ingenieurbüro (Doboku-kyoku Yatoi) des Innenministeriums (Naimu-shō) sowie daraufhin 1886 Professor und Präsident der Ingenieurwissenschaftlichen Hochschule (Kōka Daigaku) der Kaiserlichen Universität Tokio. Zugleich war er zwischen 1886 und 1887 Gründungsrektor der Buddhistischen Schule der Hōsei-Universität und erwarb 1888 einen Doktor der Ingenieurwissenschaften.
1890 wurde Furuichi Kōi durch Tennō Meiji zum Mitglied des Herrenhauses (Kizokuin) ernannt, des Oberhauses des Reichstages (Teikoku-gikai). 1894 wurde er Generaldirektor der Ingenieurbüros des Innenministeriums. In dieser Funktion war er in den folgenden Jahren an Bau- und Reparaturarbeiten an Brücken, Häfen und anderen Bauwerken im ganzen Kaiserreich beteiligt und arbeitete auch mit dem Eisenbahnamt des Kabinetts (Naikaku Tetsudō-in) zusammen. Zugleich war er maßgeblich für die Modernisierung und Verwaltung des Bauwesens verantwortlich. 1900 wurde er Vize-Minister und Kommissar im Kommunikationsministerium (Teishin-shō) und war als solcher für das gesamte Streckennetz und den Bau von Eisenbahnlinien zuständig. Während dieser Zeit fand die Inbetriebnahme der Chūō-Hauptlinie statt. 1903 wurde er Präsident der Eisenbahngesellschaft Gyeongbu, die die Eisenbahnlinie zwischen Seoul und Busan betrieb, wobei es während des Russisch-Japanischen Krieges (8. Februar 1904 bis 5. September 1905) zu Einschränkungen auf dieser Strecke kam. 1906 wurde er Direktor des Eisenbahn-Aufsichtsamtes beim Generalresidenten in Korea, Itō Hirobumi, und kehrte nach Abschluss der koreanischen Eisenbahnwartung im Juni 1907 nach Japan zurück.
1914 wurde Furuichi Kōi erster Präsident der neugegründeten Japanischen Gesellschaft für Bauingenieure (Doboku gakkai) und bekleidete diese Funktion bis 1916. Er war ferner Direktor des 1917 gegründeten Physikalisch-Chemischen Instituts (Rikagaku Kenkyūjo) sowie Vorsitzender des Maison Franco-Japonaise, einer Institution zur Verbesserung der Beziehungen zu Frankreich. 1919 wurde er als Baron (Danshaku) in den Erbadel (Kazoku) erhoben. Am 29. August 1920 wurde er erster Präsident der U-Bahn Tokio (Tōkyō no chikatetsu), die von Bürgermeister Gotō Shimpei geplant wurde, und bekleidete diese Funktion bis zu seiner Ablösung durch Ryutaro Nomura 1924, ehe kurz darauf die Grundsteinlegung erfolgte. 1924 wurde er schließlich Mitglied des Geheimen Kronrates (Sūmitsu-in) und gehörte diesem Beratungsgremium des Tennō bis zu seinem Tode am 28. Januar 1934 an. Nach seinem Tode erbte sein Sohn Furuichi Rokuzo den Titel als Baron.